# نادي أولميدو
سنترو ديبورتيفو أولميدو (بالإسبانية: Centro Deportivo Olmedo) هو نادي كرة قدم إكوادوري محترف يقع مقره في ريوبامبا ، الإكوادور. يلعب في في دوري الدرجة الثانية.

## تاريخ
فاز النادي ببطولته الوطنية الوحيدة في عام 2000 ، مما جعله أول نادٍ خارج العاصمة كيتو ومدينة غواياكيل يفوز ببطولة وطنية. كما فازوا بلقبين في دوري الدرجة الثانية في عامي 1994 و2003. وعلى الصعيد الدولي، شارك الفريق في بطولة كوبا ليبرتادوريس أربع مرات، ووصل إلى دور الستة عشر مرة واحدة في عام 2002.
تأسس نادي أولميدو عام 1919، وهو أحد أقدم الأندية في دوري الدرجة الثانية. ملعبهم الرئيسي هو ملعب الأوليمبيكو.